# Sud-Ouest SO.6000 Triton
Sud-Ouest SO.6000 Triton byl první francouzský letoun poháněný proudovým motorem. Typ byl vyráběn ve státním podniku SNCASO ve 40. letech 20. století. Práce na jeho konstrukci byly zahájeny v roce 1943, vývoj probíhal tajně kvůli německé okupaci Francie. Hlavním konstruktérem byl Lucien Servanty. Krátce po skončení války objednala francouzská vláda stavbu pěti prototypů.

## Vývoj
Dvoumístný experimentální letoun byl původně konstruován pro zkoušky francouzského proudového motoru Rateau-Anxionnaz GTS-65. Z důvodu zpoždění ve vývoji tohoto motoru byl do prvního prototypu instalován německý Jumo 004-B2. Letoun poprvé vzlétl 11. listopadu 1946, řízen zkušebním pilotem Danielem Rastelem.
Druhý prototyp byl použit pro statické zkoušky a další tři byly poháněny v licenci vyráběnými britskými motory Rolls-Royce Nene.

## Varianty
- SO.6000J Triton – Poháněný motorem Jumo 004, vyroben jeden kus
- SO.6000N Triton – Tři kusy poháněné motory Rolls-Royce Nene.

## Zachovalý exemplář
SO.6000N No. 03 F-WFKY je vystaven v Musée de l'Air et de l'Espace na  letišti Le Bourget. V tomto letounu jsou užity součásti z No. 05 F-WFKX.

## Specifikace (SO.6000-04)

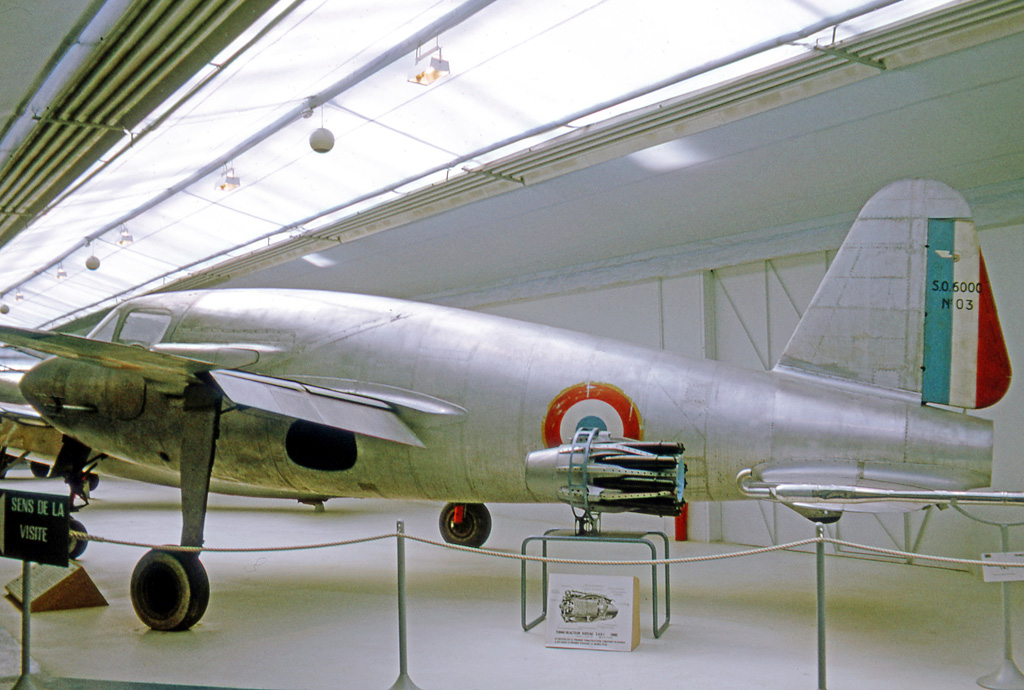
Triton v Le Bourget, 1975

Zdroj: Taylor (1976)

### Základní technické údaje
- Posádka: 2
- Délka: 10,41 m
- Rozpětí křídel: 9,96 m
- Nosná plocha: 15 m²
- Vzletová hmotnost: 4 560 kg
- Pohonná jednotka: Hispano-Suiza Nene 101

### Výkony
- Maximální rychlost: 955 km/h
- Dostup: 12 000 m